# Cratyna flagriantennata
Cratyna flagriantennata är en tvåvingeart som beskrevs av Werner Mohrig 1999. Cratyna flagriantennata ingår i släktet Cratyna och familjen sorgmyggor. Inga underarter finns listade i Catalogue of Life.